# Archiv orientální
Archiv orientální (Archiv Orientální, ArOr, podtitul Journal of African and Asian Studies) je  recenzovaný vědecký časopis vycházející třikrát do roka. Publikuje články týkající se afrických, asijských a blízkovýchodních studií, přijímá texty ve světových jazycích (angličtině, francouzštině a němčině). Časopis vydává Orientální ústav Akademie věd České republiky, šéfredaktorkou je Táňa Dluhošová.
Časopis je vydáván od března 1929 a u jeho vznikl stál Bedřich Hrozný.
Archiv orientální je indexován a abstrahován v Arts and Humanities Citation Index, ERIH PLUS a Scopus.

## Personální zajištění
- Bedřich Hrozný, šéfredaktor až do roku 1952, i po své smrti uváděn v tiráži na čestném místě jako „zakladatel“ (founded by)
- Oldřich Friš, šéfredaktor 1953–1955
- Lubor Matouš, šéfredaktor 1955–1973
- Miloslav Krása
- Jaroslav Cesar, šéfredaktor do roku 1990
- Blahoslav Hruška, šéfredaktor 1990–1997
- Ľubica Obuchová, šéfredaktor 1998–
- Táňa Dluhošová